# Tempio di Mitra (Londra)
Il Mitreo di Londinium è un tempio che fu costruito nella Londinium di epoca imperiale romana e di cui si possono ancora osservare le rovine, nei sotterranei dell’edificio che ospita la sede europea della Bloomberg, nella zona centrale di Londra. 
Il sito archeologico, scoperto nei primi anni cinquanta del Novecento, è stato in seguito smantellato e ricollocato nella vicina Queen Victoria Street, per poi essere riallestito nella collocazione originaria nell’autunno del 2007.

## Storia

### Le origini

Una ricostruzione di Londinium in età tardoantica (400 d.C. circa) che include tuttavia due monumenti non più visibili a quell'epoca: il forte del II secolo d.C. demolito in quello successivo e il mitreo abbandonato alla metà del III secolo d.C. L'identificazione del Palazzo del Governatore rimane ipotetica. La tracce a doppia linea indicano le strade di cui si è avuto un effettivo riscontro archeologico, le linee singole quelle ricostruite ipoteticamente.

Il culto di Mitra, di antiche origini persiane, si estese capillarmente in tutto il territorio dell’Impero Romano, tuttavia, divenne popolare nella provincia della Britannia con un certo ritardo rispetto al resto dell’impero. 
Il mitreo di Londinium venne realizzato intorno al III secolo d.C. nella zona urbana a est del vicino torrente Walbrook, ora scomparso, nei pressi di altri importanti elementi distintivi della Londinium romana, come la Pietra di Londra e le mura difensive. 
Nel 410 d.C., a seguito dell'abbandono del dominio romano della Britannia, è risaputo che Londinium subì un lento e inesorabile declino, divenendo una città abbandonata alla sua rovina per circa due secoli, per rinascere soltanto a partire dal VII secolo.

### I ritrovamenti e le indagini archeologiche
Già nella seconda metà dell’Ottocento nell’area vennero rinvenuti alcuni reperti di epoca romana come anfore, tavole e reperti votivi con iscrizioni significative. La più importante di queste fu un reperto che reca la seguente iscrizione: VLPIVS SILVANVS EMERITVS LEG II AVG VOTVM SOLVIT FACTVS ARAVSIONE  incisa su un altare votivo fatto realizzare da Ulpio Silvano, veterano della Legione II Augusta. Secondo una interpretazione degli esperti  "ARAVSIONE" indicherebbe il luogo dove sarebbe avvenuta la conversione al culto mitraico di Ulpio Silvano, ovvero la colonia romana della Gallia corrispondente alla attuale città francese di Orange. Quest'edicola votiva è costituita da un rilievo marmoreo alto 0,53 centimetri recante Mitra nell'atto di uccidere il toro e accompagnato da Cautes e Cautopates, rappresentati, come da tradizione iconografica, di dimensioni più piccole e mentre portano torce all'interno della ruota dello zodiaco; in alto a sinistra è raffigurato il Sole che si leva in cielo sulla sua biga, mentre in alto a destra la Luna è raffigurata sul suo carro e negli angoli inferiori sono rappresentate le teste dei venti Borea e Zefiro. Sul rilievo è incisa anche un'altra iscrizione propiziatoria a protezione dei quattro imperatori e a elogio del dio Mitra, il Sol Invictus: PRO SALVTE D N CCCC ET NOB CAES DEO MITHRAE ET SOLI INVICTO AB ORIENTE AD OCCIDENTEM. Essa è stata datata tra il 307 e il 310 d.C., ovvero agli anni della tetrarchia di Galerio, Massenzio, Costantino e Massimiano, sostituito poi da Licinio nel 308.

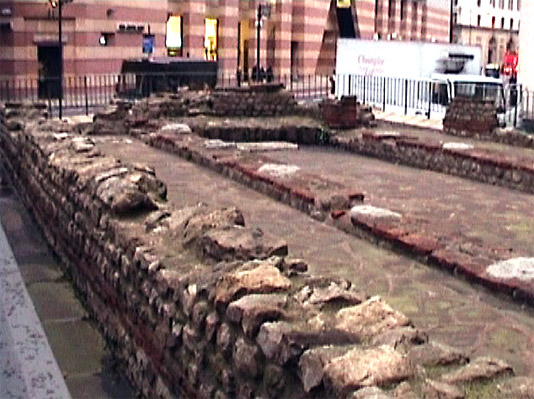
Rovine del mitreo risalenti a quando fu ricostruito e collocato nella vicina Queen Victoria Street

Nelle vicinanze in seguito fu rinvenuta anche una tabella defixionis in cui il nemico di una certa Martia Martina incise al contrario il suo nome su una lamina plumbea gettata nel torrente, usanza tipica della tradizione romana utile a compiere un rituale scaramantico ma che ha consentito nel tempo a svariati oggetti votivi metallici di diverse epoche, dalle spade della cultura di La Téne a oggetti di età romana, di giungere pressoché intatti ai giorni nostri. 
L’area circostante fu pesantemente danneggiata dai bombardamenti tedeschi del Blitz nel 1941 e nel 1952, durante i grandi scavi per la costruzione della Bucklersbury House, un grande edificio destinato agli uffici di una società di servizi finanziari, furono rinvenuti ulteriori reperti d'uso quotidiano in buono stato di conservazione e definitivamente intercettate le strutture murarie del mitreo, sotto la direzione dall'archeologo e direttore del Museum of London W. F. Grimes. 
Inizialmente il ritrovamento fu interpretato erroneamente come i resti di una chiesa paleocristiana, anche per via della sua palese somiglianza architettonica; tuttavia il ritrovamento di una testa di Mitra, probabilmente derivante da un gruppo scultoreo originariamente situato nell’area dell’altare, determinarono con sufficiente certezza la vera natura del tempio e la sua datazione risalente alla prima metà del III secolo d.C. 
Da successivi studi emerse che il tempio sarebbe stato ampliato e dedicato in un secondo tempo a Dioniso, ipotesi altresì confermata dal ritrovamento di una testa di Serapide in marmo bianco e di accurate deposizioni rituali di rilievi scolpiti raffiguranti Minerva, Marte Psicopompo e Mitra, con il tipico cappello frigio, tutti datati seconda metà del III secolo d.C. e provenienti da Roma; contestualmente vennero rinvenute anche alcune statuette fittili di produzione locale rappresentanti Venere che si pettina. 
Tutti questi reperti furono acquisiti dal British Museum, dove sono tuttora esposti. 

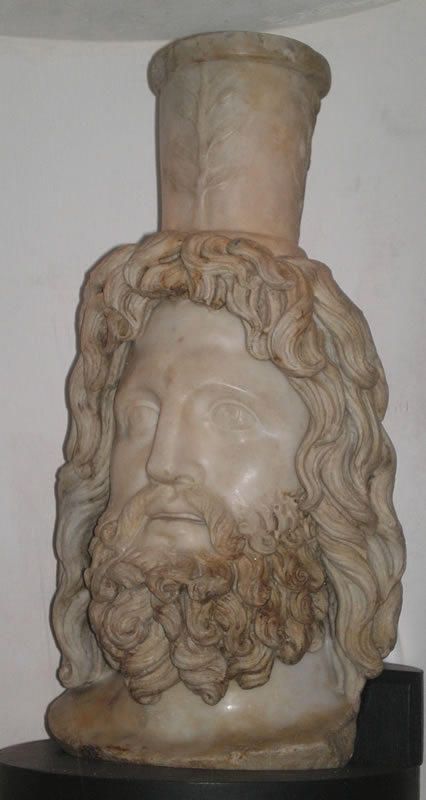
La testa di Serapide in marmo rinvenuta negli scavi del 1952

A conclusione delle indagini il mitreo fu smontato e ricollocato nei pressi, in Queen Victoria Street, all'interno di un'area aperta destinata a parcheggio e accessibile al pubblico.

### La ricollocazione
Nel 2006, a seguito dell’approvazione del progetto di rifacimento urbanistico dell’area che ha compreso la creazione di una nuova Walbrook Square e la demolizione della vecchia Bucklersbury House, la multinazionale Bloomberg ha deciso di realizzare un nuovo edificio come propria sede europea e di finanziare la contestuale ristrutturazione e la ricollocazione del mitreo nella sua posizione originaria, al di sotto dell’edificio. 
Il British Museum ha coordinato gli archeologi incaricati di approfondire l'indagine nell'area che ha portato alla luce altri 15.000 reperti, tra cui molti in materiale organico come legno e cuoio, inaspettatamente ben conservati grazie alle particolari caratteristiche del terreno. I materiali sono stati datati dal I al V secolo d.C. e tra essi spiccano delle tavole lignee iscritte che rappresentano la prima testimonianza del toponimo  Londino, da cui derivò Londinium.
Il mitreo è stato riaperto al pubblico il 14 novembre 2017 con accesso gratuito, all'interno dell'area espositiva Bloomberg Space del Bloomberg London Building, sette metri al di sotto del livello della sede stradale odierna, insieme a un’ampia e dettagliata selezione dei reperti rinvenuti durante l’ultimo scavo.
Esso è uno dei circa cento mitrei superstiti diffusi su tutto il territorio europeo.

## Caratteristiche
Le attuali rovine rappresentano circa il 15% della struttura originaria e sono costituite principalmente da porzioni di pareti perimetrali.
Tuttavia esse testimoniano che il mitreo della Londinium romana appariva differente dalla consueta configurazione tipica riscontrata nei templi mitraici della penisola italica e del medio oriente, dove essi venivano realizzati scavandoli nella roccia, oppure al di sotto di edifici esistenti o comunque in una collocazione ipogea. 
Il mitreo di Londinium venne invece realizzato in superficie vicino all’affluente del Tamigi e, da come si evince tuttora, era caratterizzato da uno sviluppo a pianta rettangolare di circa dieci metri per cinque, con un ingresso e un vestibolo sul lato minore posto a settentrione, mentre il suo lato minore opposto era costituito da una sorta di abside semicircolare. 
L’interno, quasi completamente buio poiché l’edificio non presentava finestre sulle pareti perimetrali, era scandito da due file di sette colonne cilindriche in pietra che suddividevano l'interno in tre spazi distinti, l’area rituale centrale dove si radunava la platea e le zone laterali sopraelevate di qualche metro da terra ricoperte da assi di legno che fungevano da panche,  dove gli osservanti sedevano durante il cerimoniale e dove consumavano l'agape, ovvero il banchetto finale previsto dal rituale. 
Al fondo, dietro l’altare posto davanti all’abside, vi era con tutta probabilità la scultura o il bassorilievo raffigurante la consueta tauroctonìa di Mitra. 
Non è dato sapere se la copertura, probabilmente costituita da un tetto a doppio spiovente in legno e tegole, fosse provvista del tipico lucernario o della grata a uso rituale posta in corrispondenza dell’altare, come assai diffuso nei mitrei ancora presenti nell’Europa meridionale e in Italia.

## Il percorso di visita

### Piano terra
Il percorso di visita dura circa quaranta minuti, è gratuito e parte dal piano terreno, con l’accesso alla prima sala che ospita ciclicamente installazioni d’arte contemporanea di artisti emergenti e una grande teca dove è esposta una selezione permanente di 600 reperti romani di vita quotidiana che comprende svariate monete di epoca imperiale, sandali, fibule, monili, chiodi, attrezzi, strumenti di lavoro, chiavi, pettini, tavolette, e vari frammenti di vasellame, anfore, lucerne, statue ed edicole votive.

### Primo piano interrato
Al primo piano interrato una sala rivestita di marmo nero introduce al tema del culto mediante stalli dotati di video interattivi riportanti nozioni riguardo al Mitraismo, caratteristiche del tempio e dettagli sul suo ritrovamento.

### Secondo piano interrato
Da qui, percorrendo una seconda scala, si raggiunge il secondo piano interrato dove, a sette metri di profondità, è stata ricollocata interamente la complessiva struttura muraria del mitreo nella sua posizione originale, il cui volume ipotetico è simulato verosimilmente da un suggestivo gioco di luci, ombre e fumo che richiama al rituale del culto mitraico, con l'ausilio della diffusione sonora di una celebrazione che culmina con la graduale illuminazione delle vestigia e dell’immagine di Mitra ricostruita con materiali attuali e collocata nell’area absidale del tempio.